# Rufus Isaacs, 1:e markis av Reading
Rufus Daniel Isaacs, 1:e markis av Reading, född 10 oktober 1860, död 30 december 1935, var en brittisk politiker, jurist och ämbetsman, vicekung av Indien 1921–1926.